# 東京都公園協會
公益財團法人東京都公園協會（日语：／）是東京都建設局管轄之監理團體（外郭團體），負責管理東京都管轄之公園、綠地、靈園等，與運用東京都都市綠化基金。除了公園相關業務，還負責營運水上巴士「東京水邊線」。

## 概要
- 基本財產：3億4,377萬日圓（2008年4月1日）
- 都市綠化基金：25億6,944萬日圓（2007年度末）
- 事業規模：124億3,796萬日圓（2008年度預算）

## 沿革
- 1948年（昭和23年）2月1日：開始營運
- 1954年（昭和29年）2月25日：獲准設立財團法人
- 1985年（昭和60年）：成為東京都財政支出團體
- 2006年（平成18年）4月：作為指定管理者（日语：指定管理者），受託管理公園靈園

## 事業內容
以下為平成20年度（2008年度）事業計畫

### 公用事業
- 公園活用－傳播與都民合作、綜合大學、支援基金
- 公園靈園管理
  - 公園、庭園管理－公園（55），庭園（9）
  - 靈園、葬儀所管理－靈園（8），納骨堂（3），齋場，火葬場
- 公園支援－體育設施預約中心營運，運動設施管理，野外舞台業務（2），自然公園解說（奥多摩、八丈遊客中心），八丈植物公園管理，水元公園水產試驗場舊址監視、志工支援等
- 水邊活用－水邊魅力提升事業，水上巴士營運（3艘2,470班次），水上巴士碼頭管理，隅田川、新河岸川水岸平台管理，扇橋閘門管理，土砂災害對策等支援
- 東京都緑化基金－都市綠化，市民綠地維護管理，擴大民間綠化推進事業
- 河川管理受託－調節池管理（10），防災碼頭等管理（11），水上巴士保養（3隻）

### 營利事業
- 公園營利－常設商店（37），餐飲店（3），自動販賣機（285），其他商店（7），井之頭自然園內運動場、碼頭（4），葛西臨海公園公園小火車，停車場（32座公園43處停車場），其他
- 水邊營利－臨時停泊設施的管理營運（5），河川區域的定期停車場經營（11）

## 所在地
協會本社
〒160-0021 東京都新宿區歌舞伎町2-44-1 東京都健康廣場海吉兒（東京都健康プラザハイジア）9～10樓

## 外部連結
- 公園へ行こう！（公益財団法人東京都公園協会） （页面存档备份，存于）